# Christliches Klinikum Unna Mitte

1888

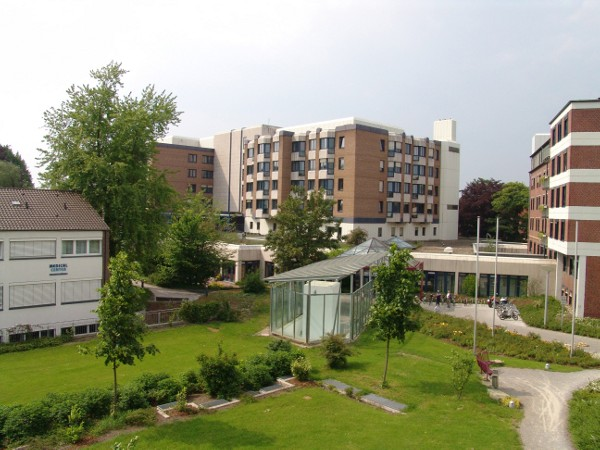
2000

Das Christliche Klinikum Unna Standort Mitte (bis 2020 Katharinen-Hospital Unna) ist ein christlich-katholisches Krankenhaus in Unna. Fast 16.000 Menschen werden im Jahr im Katharinen-Hospital behandelt. Hinzu kommen über 22.000 Menschen in ambulanter Betreuung. Die Klinik ist ein akademisches Lehrkrankenhaus der Universität Münster.

## Geschichte
Der Pfarrer der Katharinengemeinde in Unna, Franz-Josef Brisken, gründete im Jahr 1888 in einem zweigeschossigen Wohnhaus mit zunächst zwei Schwestern des Ordens der Barmherzigen Schwestern vom hl. Vinzenz von Paul ein Krankenhaus. Im Laufe des Gründungsjahres wurden 60 Kranke in diesem Haus der katholischen Gemeinde gepflegt und behandelt. Durch einen Erweiterungsbau wurde die Anzahl der Krankenbetten im Jahr 1896 auf 70 erhöht.
1903 wurde ein weiterer Bau, der Westflügel, an den Altbau angebaut. In diesem westlichen Flügelbau erhielt eine neue Kapelle in fein gegliederter Optik ihren Platz. Die Bettenzahl erhöhte sich auf einen Bestand von 101 Betten. Zehn Jahre später, 1913, wurde der bereits dritte Erweiterungsbau seiner Bestimmung übergeben. Die Erweiterungen gingen im Jahr 1918 voran, als am Ende des Krieges das Krankenhaus zur Sicherstellung der Ernährung angesichts der schlechten Lebensmittelversorgung mehrere angrenzende Grundstücke zur gärtnerischen und landwirtschaftlichen Nutzung erwerben konnte. Der große fünfstöckige Nordflügel wurde im Oktober 1954 in einem feierlichen Hochamt in der Hauskapelle seiner Bestimmung übergeben.
Die dynamische Entwicklung des Krankenhauses setzte sich in den folgenden Jahrzehnten fort. Im Jahr 1988 konnte das Katharinen-Hospital – mitten in der Bauphase des großen Krankenhaus-Neubaus – sein 100-jähriges Bestehen feiern. Kurz darauf wurde 1991 der Neubau bezogen. Bis 1996 setzte sich die Komplettsanierung aller weiteren Gebäudetrakte fort. Im Rahmen einer Festwoche wurde der Abschluss der gesamten Baumaßnahme gefeiert. Im gleichen Jahr wurde die Katharinen-Hospital gGmbH (Katharinen-Hospital und St. Bonifatius Alten- und Pflegeheim) gegründet.
Das Konzept, für die Menschen der Region hohe medizinische, pflegerische und auch informelle Kompetenz in Gesundheitsfragen zu bieten, wurde im Juni 1998 in der ersten Gesundheitsmesse an einem Krankenhaus in Deutschland umgesetzt. Dafür erhielt das Haus den Krankenhaus-Innovationspreis. Eine bedeutende Weiterentwicklung der jüngeren Vergangenheit des Hauses ging mit der Anerkennung der neuen Fachabteilungen Kardiologie und Palliativmedizin im Jahr 1999 voran. Das Jahr 2000 war durch die Gründung der Katholischen Hospitalvereinigung Hellweg gGmbH geprägt, die als Holding zunächst das Katharinen-Hospital, das Mariannen-Hospital Werl und das St. Bonifatius Alten- und Pflegeheim umfasst.
Im Sinne der Vernetzung und Integration konnte mit Bau und Einweihung des Medical Centers am Katharinen-Hospital mit 20 Praxen und Einrichtungen des Gesundheitswesens im Jahr 2002 ein wichtiger Schritt getan werden. Im Bereich der Palliativmedizin kam eigeninitiativ die Gründung des Ambulanten Palliativ Dienstes hinzu. Im gleichen Jahr wurde das Katharinen-Hospital zudem als eines der ersten Häuser der Region nach dem Qualitätsmanagement-System DIN EN ISO 9001:2000 zertifiziert und seitdem jedes Jahr erneut begutachtet.
Insbesondere wurde im Jahr 2005 durch die regionale Konzentration im Bereich Gynäkologie und Geburtshilfe ein neuer Schwerpunkt am Katharinen-Hospital gesetzt. An dieser Stelle war die Anerkennung des Brustzentrums Unna-Lünen mit operativem Standort am Katharinen-Hospital durch die Landesregierung ein wichtiger Schritt. Mit dem Feststellungsbescheid von 2005 kam die volle Anerkennung für die Abteilung für Gastroenterologie. Die Zentrenbildung im onkologischen Bereich ergänzt inzwischen das im Jahr 2006 gegründete Darmzentrum Unna, das durch die Neuorganisation und die interdisziplinäre Zusammenarbeit der Abteilungen für Viszeralchirurgie und Gastroenterologie entstand. Im gleichen Jahr erhielt das Brustzentrum die Zertifizierung durch die Ärztekammer Westfalen-Lippe. Zudem konnte von der Diabetologie innerhalb der Inneren Klinik I die Zertifizierung „Behandlungseinrichtung für Typ 1 und Typ 2 Diabetiker, Stufe 2“ durch die Deutsche Diabetologische Gesellschaft erzielt werden.
Die Schwerpunktsetzung als Kardiologisches Zentrum in der Region wurde im Katharinen-Hospital durch mehrere Maßnahmen seit dem Jahr 2007 vertieft. Ein wichtiger Schritt dabei war die Installation des zweiten Herzkatheter-Messplatzes. Vertragliche Bindungen mit diversen Zuweiser-Kliniken sowie Verträge zur Integrierten Versorgung im Rahmen der Koronaren Herzerkrankung mit Krankenkassen, niedergelassenen Ärzten und Reha-Kliniken sichern diese Positionierung dauerhaft ab. Zur Katholischen Hospitalvereinigung Hellweg trat im Februar 2007 das Marienkrankenhaus Soest als weiterer starker Partner bei. Versorgungskonzepte über die Stadtgrenzen hinaus sind seitdem für die Bürger der Region gewinnbringend umgesetzt worden. Hinzu kam im Jahr 2008 die Übernahme der Anteile des Marienkrankenhauses Wickede-Wimbern.
Geprägt von Baumaßnahmen und Umstrukturierungen ist die aktuelle Phase innerhalb des Katharinen-Hospitals. Konkret geplant ist das zweite Medical Center. Der Bau begann im Januar 2010. Auch innerhalb des Krankenhauses werden Bereiche verlagert, um bessere Prozesse im Sinne der optimalen Patientenversorgung zu erreichen.

## Patientenbewertung
Bei einer Umfrage der Techniker Krankenkasse im Jahr 2013 wurde das Katharinen-Hospital Unna mit einer Patientenzufriedenheit von 84,9 Prozent bewertet.

## Medizinische Versorgung
- Innere Klinik I/Gastroenterologie
- Innere Klinik II/Kardiologie
- Klinik für Chirurgie
- Klinik für Gynäkologie und Geburtshilfe
- Klinik für Dermatologie und Phlebologie
- Klinik für Hand- und Plastische Chirurgie
- Klinik für Anästhesiologie, Intensivmedizin, Schmerztherapie, Notfallmedizin und Palliativmedizin
- Klinik für Radiologie